# مو هورويتز
مو هورويتز هو عسكري كندي، ولد في 28 يناير 1919، وتوفي في 28 أكتوبر 1944.